# 阿梅迪奧一世 (薩伏依)
阿梅迪奧一世（法語：Amédée Ier de Savoie; 995年—1051年12月），綽號 "尾巴 "或 "尾巴"（拉丁語caudatus，"尾巴"），是薩伏依伯爵（1042/1046年—1051年）。翁貝托一世之長子。
阿梅迪奧一世是薩沃伊家族的早期伯爵。他的綽號來自於一個僅保存在13世紀手稿中的軼事，即是於1046年他在維羅納會見神聖羅馬皇帝亨利三世時，拒絕在沒有他的大隊騎士（也就是他的 "尾巴"）情況下進入皇帝的房間。
阿梅迪奧第一次是在1022年4月8日的一份文件中被記錄，當時他和他的弟弟貝萊主教布爾查德一起見證朗格爾主教蘭伯特一世對他父親的捐贈。可能在這之後的某個時候，也就是1030年之前，阿梅迪奧、布爾查德和三弟奧東與他們的父親一起見證一個叫皮埃爾福的埃蒙向克呂尼修道院的捐贈。在大概同一時期的另外兩份未註明日期的憲章中，阿梅迪奧與他的兄弟奧東和艾蒙以及他的父親一起向克呂尼修道院和馬塔辛的聖莫里斯教堂捐款。阿梅迪奧和他的父親還見證另一項由幾位貴族捐贈給薩維尼修道院的捐贈。
關於阿梅迪奧的婚姻和使用comital頭銜（拉丁語的"伯爵"）的第一份文獻記錄來自1030年10月22日的一份文件。那一天，在格勒諾布爾，伯爵和他的妻子阿德萊德（Adelaide）將馬塔辛教堂捐贈給克呂尼修道院。見證這次捐贈的是翁貝托和他的妻子安希拉--他們可能是阿梅迪奧的父親和母親，還有他的弟弟奧東以及勃艮第國王和王后魯道夫三世和艾爾門加德。雖然1030年的文件沒有證明阿梅迪奧和他的父親同時擁有伯爵頭銜，但翁貝托一世於1040年為奧斯塔教區頒發的證書由他的長子阿梅迪奧一世確認，並帶有伯爵頭銜。1042年1月21日，阿梅迪奧、奧東和艾蒙確認他們父親的另一份送贈聖卡夫爾教堂的證書。同年6月10日，伯爵阿梅迪奧一世、伯爵翁貝托一世和奧東將萊塞謝勒教堂捐給格勒諾布爾的聖勞倫斯教堂。在接下來的十年裡，沒有關於阿梅迪奧一世的活動紀錄，他的最後一次歷史上的記錄在1051年12月10日。在這份文件中，他被稱為 "貝萊伯爵"（come Bellicensium），但幾乎可以肯定的是，這與翁貝托一世的兒子伯爵阿梅迪奧是同一個人。
阿梅迪奧一世在1051年後不久去世，根據十四世紀的資料，他被埋葬在聖讓德莫里耶訥。他的兒子翁貝托先於他逝世，但他留下一個兒子艾蒙，他成為貝萊主教。他可能有一個女兒，嫁給日內瓦伯爵。他的弟弟奧東繼承為薩伏依伯爵。